# Kourabi Nenem
Kourabi Nenem je sadašnji i 6. potpredsjednik Kiribatija.